# الركدة (البريمي)
الركدة منطقة سكنية تقع في ولاية البريمي، التابعة لمحافظة البريمي في سلطنة عمان. يقدر عدد سكانها بـ 29 نسمة حسب إحصاء عام 2010 التابع للمركز الوطني للإحصاء والمعلومات الحكومي. رمز المنطقة هو 40120560.

## الوصلات الخارجية
- المركز الوطني للإحصاء والمعلومات، سلطنة عمان